# Вега, Лопе де
Феликс Ло́пе де Ве́га Ка́рпьо (исп. Félix Lope de Vega Carpio; 25 ноября 1562[…], Мадрид, Королевство Кастилия и Леон[…] — 27 августа 1635[…], Мадрид, Королевство Кастилия и Леон) — испанский драматург, поэт, переводчик и прозаик, выдающийся представитель золотого века Испании. Автор примерно двух тысяч пьес, из которых 426 дошли до наших дней, почти трёх тысяч сонетов, ряда романов и поэм.

## Биография
Родился в семье ремесленника-золотошвея. С ранних лет обнаружились творческие способности (в 10-летнем возрасте перевёл в стихах «Похищение Прозерпины» Клавдиана). Учился в университете в Алькале. Сразу получили известность его романсы: в них, как и в других жанрах Лопе видел воплощение своего эстетического идеала, согласно которому Природа всегда должна стоять выше Искусства.
Однако университет окончить ему не удалось. За сатиру на семью отвергнувшей его возлюбленной он был осуждён на 10 лет изгнания из Мадрида. Несмотря на это, Лопе возвращается в столицу, чтобы похитить новую даму сердца Изабель де Альдерете-и-Урбина, дочь придворного художника, и тайно жениться на ней (брак освящен 10 мая 1588 г.). Эта история отразилась в вершинном творении Лопе де Веги — диалогическом романе «Доротея» (1634), при создании которой драматург вдохновлялся комедией в прозе «Эуфрозина» Жорже Феррейры де Вашконселуша.
В 1588 году он принял участие в походе «Непобедимой армады», после поражения которой поселился в Валенсии, где и создал ряд драматических произведений для поддержания семьи.
Был секретарём герцога Альбы (1590), маркиза Малвпика (1596) и герцога Лемосского (1598). К этому периоду относится расцвет его драматического творчества. Лопе де Вега принимает активное участие в организации пышных театрализованных праздников. Придворный стиль жизни, намёки на любовные связи, чувства самого Лопе де Веги и известных ему людей, переживания писателя, связанные со смертью его первой жены Исабель де Урбина (1594), легли в основу сюжета его пасторального романа «Аркадия» (1598).
В 1598 году он женился на дочери богатого торговца Хуане де Гуардо. Но главное место в жизни Лопе де Веги на протяжении 1599—1608 годов занимала актриса Микаэла де Лухан (в стихах и прозе Лопе — Камила Лусинда). В период серьёзного духовного кризиса он разорвал эту связь.
В 1609 году он становится добровольным слугой инквизиции и получает звание familiar del Santo oficio de la Inquisición. Душевное состояние писателя было усугублено последовавшими друг за другом смертями любимого сына Карлоса Феликса (1612), жены (1613), а затем и Микаэлы. Свидетельство пережитой духовной драмы — сборник «Священные стихи», опубликованный в 1614 году.
В своей эклоге «Filis» де Вега восхваляет чистоту латыни, португальское сердце и испанское перо писательницы Бернарды Феррейры де Ласерды.
В 1616 году Лопе де Вега встретил свою последнюю любовь — двадцатилетнюю Марту де Неварес, которую воспел в стихах и в прозе под разными именами (Амарилис, Марсия Леонарда) и которой посвятил одну из лучших своих комедий — «Валенсианскую вдову» (1604, перераб. в 1616—1618?), а также новеллы: «Приключения Дианы» (1621), «Мученик чести», «Благоразумная месть», «Гусман Смелый». Последние годы жизни Лопе де Веги представляют собой целую череду личных катастроф: в 1632 году умерла Марта, за два года до смерти ослепшая и потерявшая рассудок, в том же году в морском походе погиб сын Лопе, а его дочь была похищена любовником. Но творческая деятельность писателя не прерывалась ни на один день.

## Творчество
Лопе де Вега создал более 2000 пьес, до наших дней сохранилось 427. Дерзкий в жизни, Лопе де Вега поднял руку и на традиции испанской драматургии — отказался от принятого тогда принципа единства места, времени и действия, сохранив лишь последнее, и смело объединял в своих пьесах элементы комического и трагического, создав классический тип испанской драмы.
31 января 2023 года агентство Reuters сообщило, что хранившаяся в архиве Национальной библиотеки Испании анонимная пьеса «Французская Лаура» (исп. «La francesa Laura») принадлежит де Веге и написана за несколько лет до смерти в 1635 году.
Пьесы Лопе де Веги затрагивают различные темы: социально-политические драмы из отечественной и иностранной истории (например, пьеса о Лжедмитрии «Великий герцог Московский»), исторические хроники («Доблестный кордовец Педро Карбонеро»), любовные истории («Собака на сене», «Девушка с кувшином», «Учитель танцев»).
В драмах Лопе де Веги велик исторический пласт. Среди них «Последний готский король», «Граф Фернан Гонсалес», «Зубцы стен Торо», «Юность Бернарда дель Карпио», «Незаконный сын Мударра» и др., — пьесы, в основе которых народные романсы и «Песнь о моём Сиде». Трактовка исторических событий у Лопе близка или совпадает с той, которую столетиями давали романсеро. Театр Лопе де Веги на более высоком уровне разыгрывал знакомые любому жителю Пиренеев сюжеты.
Пьесы Феликса Лопе де Веги построены таким образом, что случай, вмешивающийся в поток явлений, опрокидывает спокойный ход действия, доводя напряжение драматических переживаний до степени трагизма, чтобы затем ввести это взволнованное море страстей и своеволия в русло законности и строгой католической морали. Любовная интрига, развитие и разрешение которой составляют стержень его драматической фабулы, именно в силу того, что она в состоянии раскрыть всё могущество человеческих инстинктов и своеволия, служит у де Веги, с одной стороны, для показа всей полноты и многообразия человеческого поведения в семье и обществе, с другой — даёт возможность наглядно продемонстрировать значимость политических и религиозных идей, господствовавших в современном писателю обществе.
Лопе де Вега в своих многочисленных комедиях (комедия «плаща и шпаги» «Учитель танцев», «Собака на сене» и др.) обнаруживает талант комического писателя. Его комедии, которых «и сейчас нельзя читать и видеть без смеха» (Луначарский), насыщены яркой, часто несколько плакатной весёлостью. Особая роль в них отводится слугам, история которых образует параллельную интригу пьес. Остроумные, лукавые, сыплющие меткими пословицами и поговорками, слуги большей частью являются сосредоточением комической стихии произведения, в чём Лопе де Вега предвосхищает Мольера и автора «Севильского цирюльника» — Бомарше.

## Произведения
Драматургия
- Учитель танцев (1594)
- Уехавший остался дома (предположительно в начале 1600-х годов)
- Набережная в Севилье (1604)
- Ночь в Толедо (1605)
- Валенсианская вдова (1604)
- Изобретательная влюблённая (предположительно между 1604 и 1618)
- Мадридские воды (предположительно между 1606 и 1612)
- Периваньес и командор Оканьи (примерно 1609—1614)
- Фуэнте Овехуна (примерно 1612—1614)
- Собака на сене (1618)
- Наказание — не мщение (1631)
- Раба своего возлюбленного (дата неизвестна)
- Глупая для других, умная для себя / La boba para los otros y discreta para sí
- Девушка с кувшином / La moza de cántaro
- Дурочка / La dama boba
- Звезда Севильи / La estrella de Sevilla
- Крестьянка из Хетафе / La villana de Getafe
- Лучший алькальд — король / El mejor alcalde, el rey

Проза
- Аркадия (1598)
- Странник в своём отечестве (1604)
- Влюблённые пастухи (1612)
- Доротея / La Dorotea (1632)
- Приключения Дианы
- Мученик чести
- Гусман Смелый
- Благоразумная месть

## Кинематограф
Экранизации
- 1952 — «Учитель танцев»
- 1977 — «Собака на сене»
- 1996 — «Собака на сене»
- 2006 — «Дурочка»

Биография драматурга
- 2010 — «Лопе де Вега: Распутник и соблазнитель»
- 2-я серия испанского фантастического сериала «Министерство времени» посвящена Лопе де Веге

## Наследие
В 1932 году муниципалитетом Мадрида учреждена ежегодная театральная «Премия Лопе де Вега».